# Trâu Kỵ
Trâu Kỵ (có sách viết Sô Kỵ (?-?)) là 1 nhà chính trị, tướng quốc nước Tề thời Xuân Thu-Chiến Quốc. Ông nổi tiếng vì là người đã khuyên bảo Tề Uy Vương chăm lo quốc sự khiến cho nước Tề hùng mạnh trở lại.

## Mượn tiếng đàn khuyên vua
Nước Tề bấy giờ là một trong Thất hùng Chiến quốc nên quốc gia giàu mạnh nên Tề Uy Vương ham mê tửu sắc, bỏ bê chính sự, bao nhiêu cấp báo về triều toàn bị bọn nịnh thần giấu nhẹm đi. Tình trạng ấy kéo dài 9 năm khiến cho nhiều nơi nhân dân lầm than đói khổ. Trâu Kỵ biết vậy nên xin vào ra mắt vua Tề nói là có bài đàn xưa nay chưa một ai gảy được nên mạo muội xin dâng lên vua Tề Uy Vương nghe có bài đàn lạ nên rất thích bèn cho gọi vào. Trâu Kỵ lên dây đàn nhưng không gảy, vua Tề tức quá hỏi thì Trâu Kỵ nói rằng tôi biết đàn cũng như vua biết trị nước vậy, tôi không đàn thì vua không được nghe, còn ngài không trị nước thì dân oán. Vua Tề nghe xong hiểu ý bèn phong ông làm Tướng quốc, mọi chuyện đều giao cho ông giống như Tề Hoàn Công giao việc cho Quản Trọng vậy. Một thời gian sau nước Tề cường thịnh, đem quân đánh các nước nhỏ khác trở thành nước lớn mạnh nhất trong Thất hùng.